# Aldo Montano (esgrimidor, 1978)
Aldo Montano (Livorno, 18 de noviembre de 1978) es un deportista italiano que compite en esgrima, especialista en la modalidad de sable. 
Participó en cinco Juegos Olímpicos de Verano, entre los años 2004 y 2020, obteniendo en total cinco medallas: oro y plata en Atenas 2004, en las pruebas individual y por equipos (junto con Giampiero Pastore y Luigi Tarantino); bronce en Pekín 2008, en la prueba por equipos (con Diego Occhiuzzi, Luigi Tarantino y Giampiero Pastore); bronce en Londres 2012, por equipos (con Diego Occhiuzzi, Luigi Tarantino y Luigi Samele), y plata en Tokio 2020, por equipos (junto con Enrico Berrè, Luca Curatoli y Luigi Samele).
Ganó 12 medallas en el Campeonato Mundial de Esgrima entre los años 2002 y 2019, y 11 medallas en el Campeonato Europeo de Esgrima entre los años 2002 y 2019.
Proviene de una familia de exitosos esgrimidores: su padre, Mario Aldo, fue campeón olímpico y bicampeón mundial; su abuelo Aldo, dos veces subcampeón olímpico y pentacampeón mundial, y sus tíos Mario Tullio, Carlo y Tommaso, también medallistas olímpicos y mundiales.

## Palmarés internacional
| Juegos Olímpicos   | Juegos Olímpicos        | Juegos Olímpicos  | Juegos Olímpicos  |
| Año                | Lugar                   | Medalla           | Prueba            |
| ------------------ | ----------------------- | ----------------- | ----------------- |
| 2004               | Atenas (Grecia)         | Medalla de oro    | Sable individual  |
| 2004               | Atenas (Grecia)         | Medalla de plata  | Sable por equipos |
| 2008               | Pekín (China)           | Medalla de bronce | Sable por equipos |
| 2012               | Londres (Reino Unido)   | Medalla de bronce | Sable por equipos |
| 2020               | Tokio (Japón)           | Medalla de plata  | Sable por equipos |
| Campeonato Mundial |                         |                   |                   |
| Año                | Lugar                   | Medalla           | Prueba            |
| 2002               | Lisboa (Portugal)       | Medalla de plata  | Sable por equipos |
| 2003               | La Habana (Cuba)        | Medalla de bronce | Sable individual  |
| 2005               | Leipzig (Alemania)      | Medalla de plata  | Sable por equipos |
| 2007               | San Petersburgo (Rusia) | Medalla de plata  | Sable individual  |
| 2007               | San Petersburgo (Rusia) | Medalla de bronce | Sable por equipos |
| 2009               | Antalya (Turquía)       | Medalla de plata  | Sable por equipos |
| 2010               | París (Francia)         | Medalla de plata  | Sable por equipos |
| 2011               | Catania (Italia)        | Medalla de oro    | Sable individual  |
| 2011               | Catania (Italia)        | Medalla de bronce | Sable por equipos |
| 2015               | Moscú (Rusia)           | Medalla de oro    | Sable por equipos |
| 2018               | Wuxi (China)            | Medalla de plata  | Sable por equipos |
| 2019               | Budapest (Hungría)      | Medalla de bronce | Sable por equipos |
| Campeonato Europeo |                         |                   |                   |
| Año                | Lugar                   | Medalla           | Prueba            |
| 2002               | Moscú (Rusia)           | Medalla de plata  | Sable por equipos |
| 2003               | Bourges (Francia)       | Medalla de plata  | Sable por equipos |
| 2005               | Zalaegerszeg (Hungría)  | Medalla de oro    | Sable individual  |
| 2009               | Plovdiv (Bulgaria)      | Medalla de oro    | Sable por equipos |
| 2010               | Leipzig (Alemania)      | Medalla de oro    | Sable por equipos |
| 2011               | Sheffield (Reino Unido) | Medalla de oro    | Sable por equipos |
| 2013               | Zagreb (Croacia)        | Medalla de oro    | Sable por equipos |
| 2015               | Montreux (Suiza)        | Medalla de plata  | Sable por equipos |
| 2017               | Tiflis (Georgia)        | Medalla de plata  | Sable por equipos |
| 2018               | Novi Sad (Serbia)       | Medalla de plata  | Sable por equipos |
| 2019               | Düsseldorf (Alemania)   | Medalla de bronce | Sable por equipos |